# National Rugby League 1944
La New South Wales Rugby Football League de 1944 fue la 37.ª edición del torneo de rugby league más importante de Australia.

## Formato
Los clubes se enfrentaron en una fase regular de todos contra todos, los cuatro equipos mejor ubicados al terminar esta fase clasificaron a la postemporada.
Se otorgaron 2 puntos por el triunfo, 1 por el empate y ninguno por la derrota.

## Desarrollo

### Tabla de posiciones
| Pos. | Equipo                        | Encuentros | Encuentros | Encuentros | Encuentros | Tantos | Tantos | Tantos | Puntos |
| Pos. | Equipo                        | PJ         | PG         | PE         | PP         | F      | C      | Dif    | Puntos |
| ---- | ----------------------------- | ---------- | ---------- | ---------- | ---------- | ------ | ------ | ------ | ------ |
| 1    | Newtown Jets                  | 14         | 11         | 0          | 3          | 379    | 220    | +159   | 22     |
| 2    | Balmain Tigers                | 14         | 10         | 1          | 3          | 402    | 171    | +231   | 21     |
| 3    | St. George Dragons            | 14         | 9          | 0          | 5          | 230    | 238    | -8     | 18     |
| 4    | South Sydney Rabbitohs        | 14         | 7          | 1          | 6          | 193    | 287    | -94    | 15     |
| 5    | North Sydney Bears            | 14         | 5          | 1          | 8          | 204    | 202    | +2     | 11     |
| 6    | Western Suburbs Magpies       | 14         | 4          | 2          | 8          | 180    | 246    | -66    | 10     |
| 7    | Eastern Suburbs               | 14         | 4          | 0          | 10         | 227    | 360    | -133   | 8      |
| 8    | Canterbury-Bankstown Bulldogs | 14         | 3          | 1          | 10         | 206    | 297    | -91    | 7      |

|  | Postemporada. |

### Postemporada

#### Semifinales
| 26 de agosto | Newtown Jets | 55 - 7 | St. George Dragons |  |  |

| 2 de septiembre | Balmain Tigers | 15 - 6 | South Sydney Rabbitohs |  |  |

#### Final
| 9 de septiembre | Newtown Jets | 16 - 19 | Balmain Tigers | Sydney Cricket Ground, Sídney   |  |
|                 |              |         |                | Asistencia: 41.807 espectadores |  |

#### Gran Final
| 16 de septiembre | Newtown Jets | 8 - 12 | Balmain Tigers | Sydney Cricket Ground, Sídney   |  |
|                  |              |        |                | Asistencia: 24.186 espectadores |  |

| Bandera de Australia   |
| Campeón Balmain Tigers |
| Octavo título          |